# Liste der dicksten Tannen in Deutschland

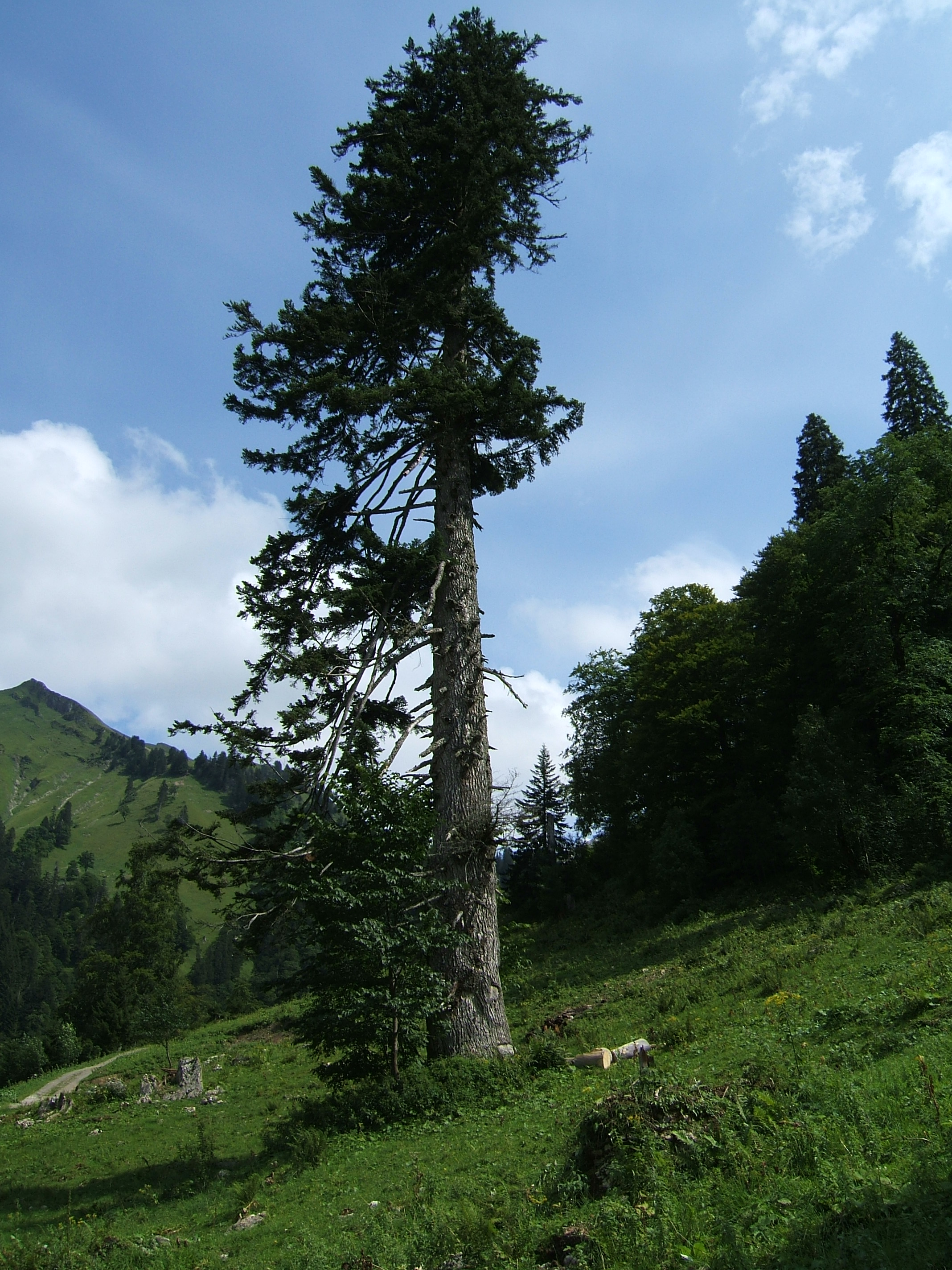
Tanne am Erzstieg im Hintersteiner Tal

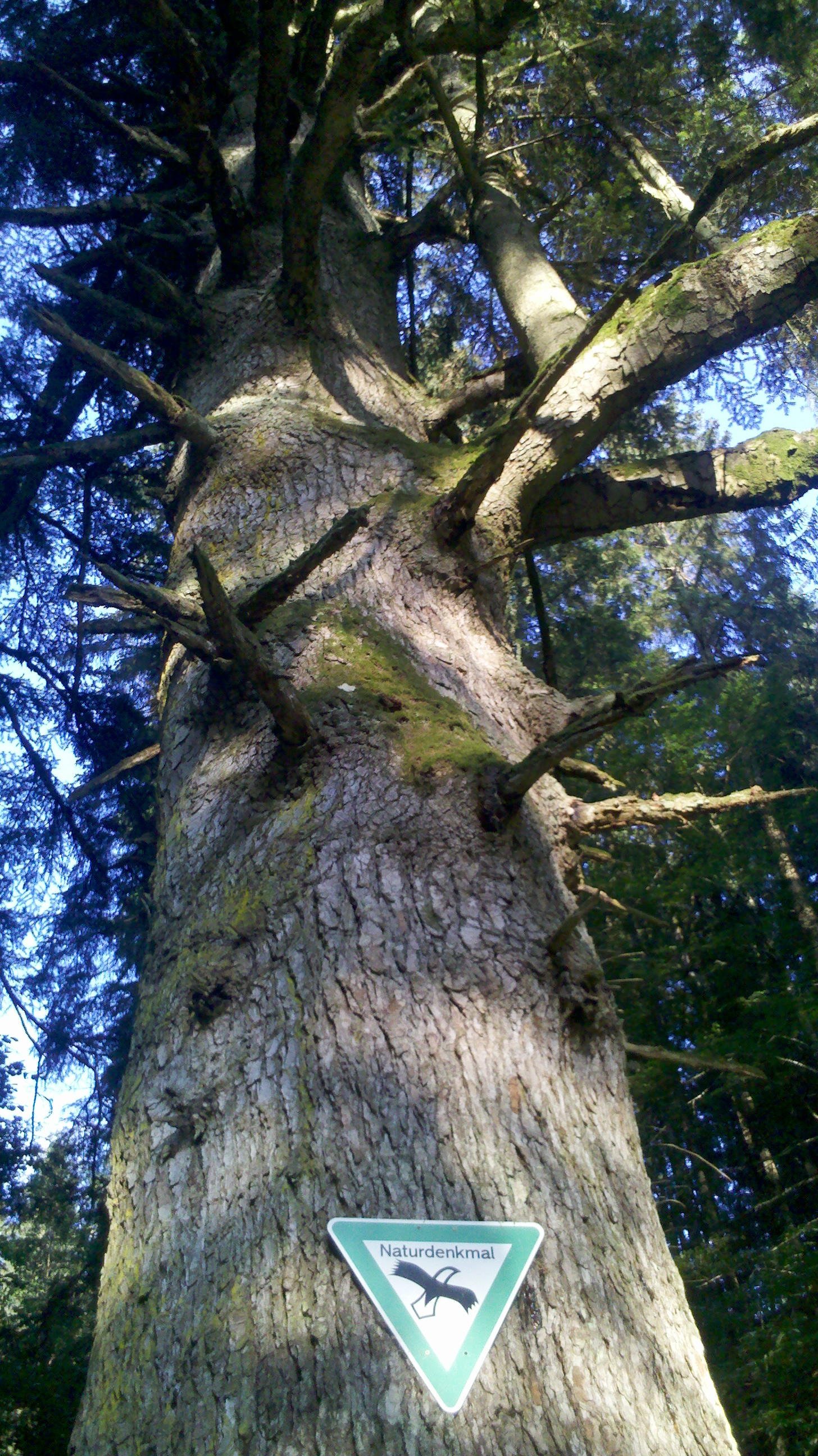
Große Tanne am Naturdenkmal Bauernrast bei Lenggries

Die Liste der dicksten Tannen in Deutschland nennt Weiß-Tannen (Abies alba), deren Stammumfang in einem Meter Höhe über 5 Meter lag (Stand 2001–2014). Die größten deutschen Tannenbestände befinden sich mit 106.000 Hektar (8 Prozent der Waldfläche) in Baden-Württemberg und mit 57.000 Hektar (2 Prozent der Waldfläche) in Bayern. Entsprechend stehen auch die dicksten Tannen Deutschlands in diesen beiden süddeutschen Bundesländern. In allen anderen Bundesländern kommt die Weiß-Tanne mit insgesamt 20.000 Hektar deutlich seltener vor.

## Erklärung
- Platz: Nennt den Ranglistenplatz, den die Tanne nach dem Stammumfang in der Liste belegt.
- Stammumfang: Nennt den Stammumfang der Tanne in einem Meter Höhe über dem Boden gemessen und das Jahr der Messung.
- Name: Nennt den Namen der Tanne.
- Ort: Nennt den Standort der Tanne (Gemeinde).
- Land: Abkürzung und Flagge des Bundeslandes, in dem die Tanne steht.
- Alter: Nennt die geschätzte Altersspanne der Tanne in Jahren. Die Altersschätzung beruht auf dem Stammumfang, dem Standort und den geschichtlichen Überlieferungen.
- Quellen: Nennt die Quellen der Angaben.

Hinweis: Die Liste ist sortierbar. Durch Anklicken der Pfeile im Spaltenkopf wird die Liste nach dieser Spalte sortiert, zweimaliges Anklicken kehrt die Sortierung um. Durch das Anklicken zweier Spalten hintereinander lässt sich jede gewünschte Kombination erzielen.

## Tannen
| Platz | Stammumfang (in einem Meter Höhe) | Name                                        | Ort                         | Land | Alter (geschätzt) | Quellen           |
| ----- | --------------------------------- | ------------------------------------------- | --------------------------- | ---- | ----------------- | ----------------- |
| 1     | 6,87 m (Jahr 2013)                | Große Waldhaustanne im Hans-Watzlik-Hain    | Bayerisch Eisenstein        | BY   | 500–700           | [ 2 ] [ 3 ]       |
| 2     | 6,51 m (Jahr 2007)                | Tanne am Erzstieg im Hintersteiner Tal      | Bad Hindelang               | BY   | 300–500           | [ 4 ]             |
| 3     | 6,44 m (Jahr 2007)                | Dicke Tanne bei Steibis                     | Oberstaufen                 | BY   | 300–500           | [ 5 ]             |
| 4     | 6,35 m (Jahr 2001)                | Große Tanne am Sirnitzpass (gestorben 2019) | Müllheim im Markgräflerland | BW   | 400–500           | [ 6 ] [ 7 ] [ 8 ] |
| 5     | 6,03 m (Jahr 2004)                | Kugeltanne                                  | Maierhöfen                  | BY   | 300–425           | [ 9 ]             |
| 6     | 5,84 m (Jahr 2007)                | Paradiestanne bei Berg                      | Oberstaufen                 | BY   | 220–240           | [ 10 ]            |
| 7     | 5,80 m (Jahr 2014)                | Danieltanne                                 | Grafenhausen                | BW   | 230–300           | [ 11 ] [ 12 ]     |
| 8     | 6,17 m (Jahr 2022)                | Dicke Tanne bei Gersbach                    | Gersbach (Schopfheim)       | BW   | 350–450           | [ 13 ] [ 8 ]      |
| 9     | 5,60 m (Jahr 2005)                | Großvatertanne auf dem Schöllkopf           | Freudenstadt                | BW   | 340–450           | [ 14 ] [ 15 ]     |
| 10    | 5,56 m (Jahr 2004)                | Tanne am Kaunersteig                        | Schönau am Königssee        | BY   | 400–550           | [ 16 ]            |
| 11    | 5,32 m (Jahr 2007)                | Tanne bei Unterstmatt                       | Bühl                        | BW   | 320–400           | [ 17 ]            |
| 12    | 5,25 m (Jahr 2014)                | Kostgrund-Tanne                             | Elzach                      | BW   | 280–290           | [ 18 ]            |
| 13    | 5,19 m (Jahr 2006)                | Kitzlochtanne bei Hammersbach               | Grainau                     | BY   | 350–450           | [ 19 ]            |
| 14    | 5,18 m (Jahr 2006)                | Tanne an der Bauernrast bei Fleck           | Lenggries                   | BY   | 350–400           | [ 20 ]            |
| 15    | 5,17 m (Jahr 2003)                | Große Tanne bei Scharling                   | Kreuth                      | BY   | 400–500           | [ 21 ]            |